# Amorphoscelis singaporana
Amorphoscelis singaporana är en bönsyrseart som beskrevs av Giglio-tos 1915. Amorphoscelis singaporana ingår i släktet Amorphoscelis och familjen Amorphoscelidae. Inga underarter finns listade i Catalogue of Life.